# Retificação da circunferência
Este procedimento também é conhecido como o Problema de Terquem. Ao retificar-se uma circunferência, obtém-se um segmento de reta cuja medida é igual ao comprimento da circunferência (2πr). Muitos processos foram desenvolvidos ao longo da história e, na maioria das vezes, utilizava-se exclusivamente a régua e o compasso como instrumentos auxiliares, obtendo-se, desse modo, resultados aproximados. Com o surgimento dos softwares de desenho auxiliado por computador (CAD), atingiu-se a máxima exatidão.

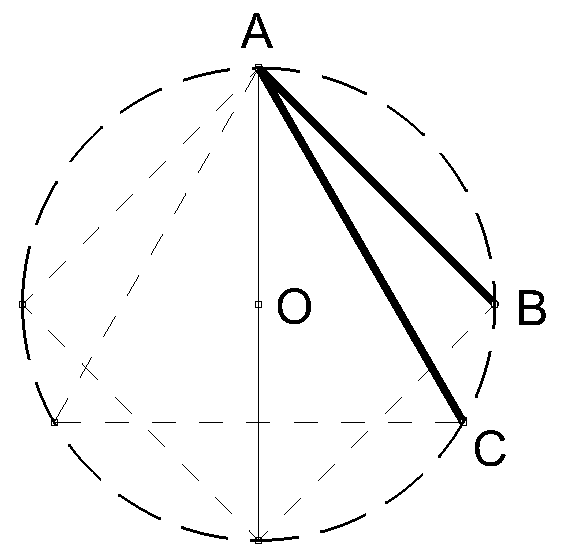
Processo do quadrado e do triângulo. O comprimento da circunferência mede, aproximadamente, 2(AB + AC).

## Processo do quadrado e do triângulo
É o processo mais simples, e o menos rigoroso. Determina-se o comprimento da circunferência somando-se duas vezes o lado do quadrado inscrito, mais duas vezes o lado do triângulo equilátero inscrito. O erro cometido é por excesso e equivale a cinco milésimos do diâmetro.   Uma circunferência de 10 mm de raio tem 62,8318531 mm de perímetro, o processo atinge 62,9252874 mm.[nota 1]

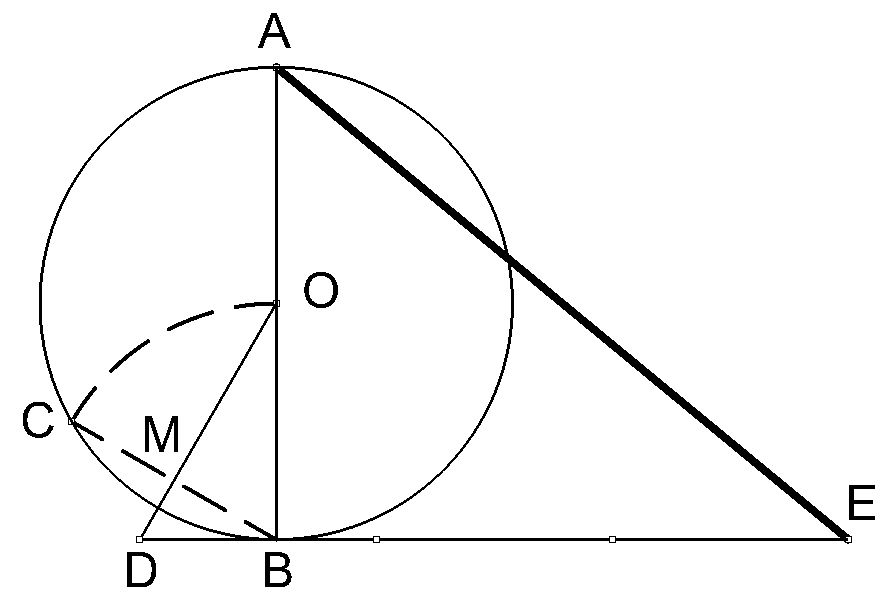
Processo de Kochansky. O segmento AE mede aproximadamente metade do comprimento da circunferência (πr).

## Processo de Kochansky
Etapas da construção do processo de Adam Kochanski Adamandy:
- Trace o diâmetro AB
- Trace uma reta tangente à circunferência no ponto B
- Trace um arco de circunferência BO, com centro em B e determine o ponto C
- Trace a mediatriz de BC e determine o ponto D na reta tangente
- A partir de D marque o raio na reta por três vezes, encontrando o ponto E
- O segmento AE mede aproximadamente metade do comprimento da circunferência (πr)
- O erro é por falta e inferior a um décimo milésimo do raio.[4] Uma circunferência de raio 10 mm, tem 62,8318531 mm de comprimento; o processo atinge 62,8306668 mm.

## Processo de Arquimedes

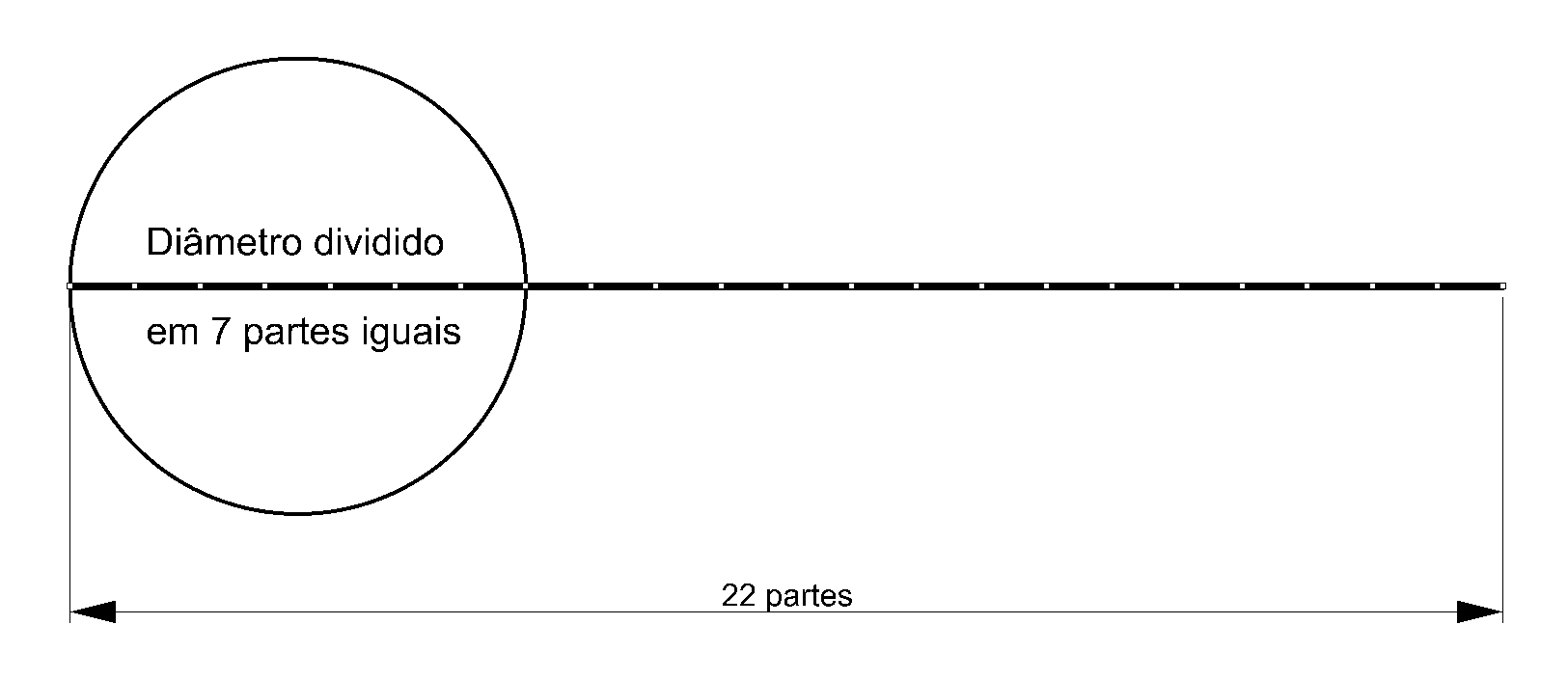
Processo de Arquimedes. A figura ilustra que as "vinte e duas partes" equivalem, aproximadamente, ao comprimento da circunferência.

No processo de Arquimedes, o diâmetro é dividido em sete partes iguais e o comprimento da circunferência é aproximadamente igual a vinte e duas dessas partes.  O erro cometido é por excesso, sendo menor do que dois milésimos do diâmetro da circunferência.  Uma circunferência de raio 10 mm, tem 62,8318531 mm de comprimento; o processo atinge 62,8571429 mm.
O processo de Arquimedes advém de uma obra curta intitulada Sobre as Medidas do Círculo, que consiste de apenas três proposições. Está escrita na forma de uma correspondência com Dositeu de Pelúsio, um aluno de Conon de Samos. Na Proposição II, Arquimedes mostra que o valor de π (pi) é maior que 223⁄71 e menor que 22⁄7.

### Desretificação da circunferência
- Ao dividir o comprimento de uma circunferência em vinte e duas partes iguais, o diâmetro dela medirá aproximadamente sete dessas partes.

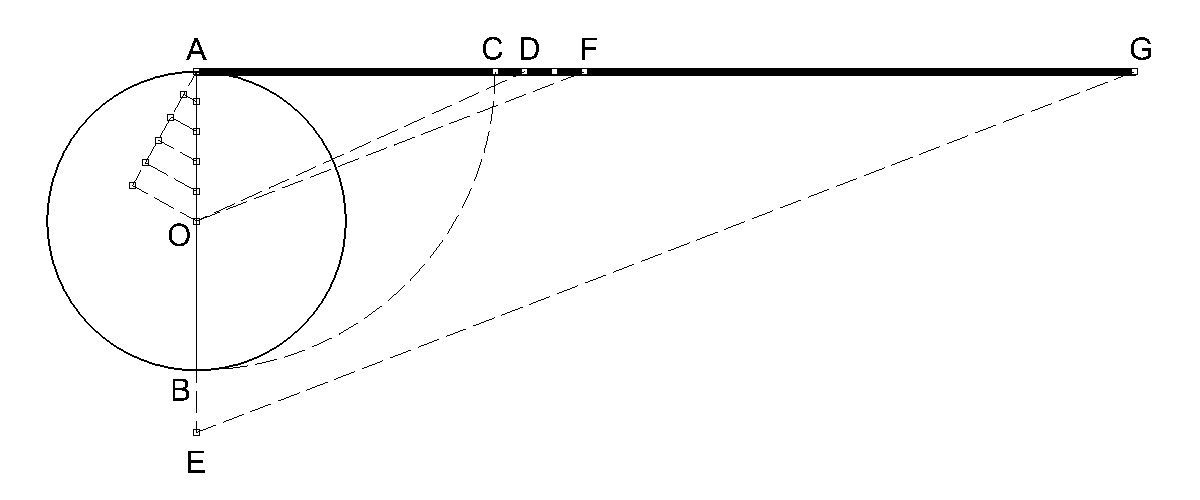
Processo de Specht. O segmentoAG mede aproximadamente o comprimento da circunferência (2πr).

## Processo de Specht
Segundo Giongo, a construção de Wilhelm Specht tem uma aproximação muito boa. 
Etapas da construção:
- Trace um diâmetro AB
- Trace uma perpendicular ao diâmetro pelo ponto A
- Trace AC = AB = diâmetro da circunferência
- Divida o raio AO em 5 partes iguais
- Transfira a quinta parte do raio dividido e determine o ponto D
- O segmento DO é igual a AE
- Acrescente dois quintos do raio para determinar o ponto F
- Trace uma paralela a FO passando pelo ponto E e determine o ponto G
- AG tem aproximadamente o comprimento da circunferência

O erro cometido neste processo é por falta e inferior a um milionésimo do diâmetro. Uma circunferência de raio 10 mm, tem 62,8318531 mm de comprimento; o processo atinge 62,8318391 mm.

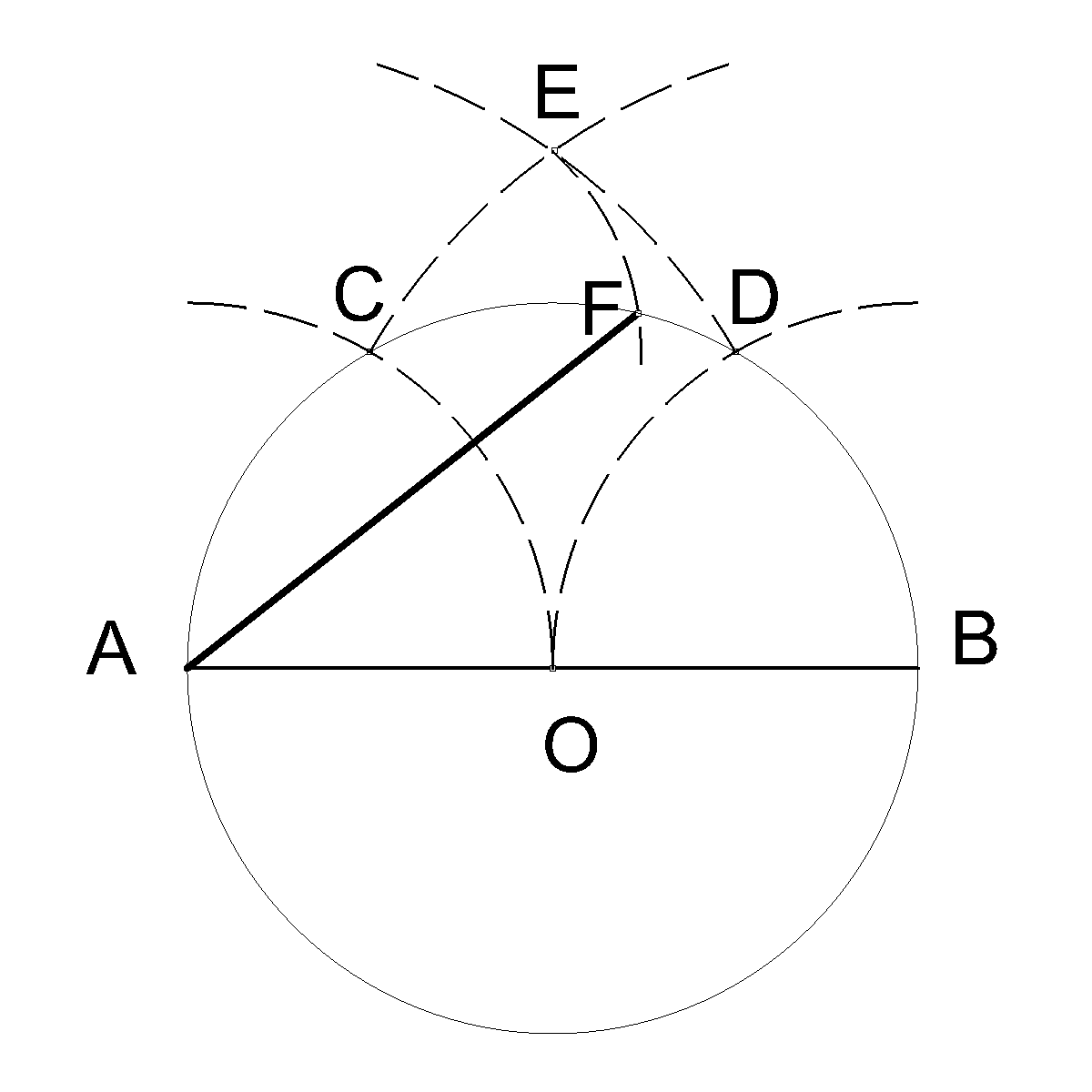
Processo de Mascheroni. O segmento AF mede aproximadamente um quarto do comprimento da circunferência (πr).

## Processo de Mascheroni
Este processo, desenvolvido por Lorenzo Mascheroni, é conhecido como Regra de Mascheroni.
Etapas da construção:
- Trace um diâmetro AB
- Com centro em A e depois em B, trace arcos de raio AO para determinar os pontos C e D
- Com centro em A e depois em B, trace arcos de raio AD para determinar o ponto E
- Com centro em C e raio CE encontre o ponto F na circunferência
- O segmento AF mede aproximadamente um quarto do comprimento da circunferência
- O erro é por excesso. Uma circunferência de raio 10 mm mede 62,8318531 mm; o processo atinge 62,8479834 mm.

## Processo auxiliado por computador
A precisão superior de um programa CAD, ajustado para "apenas" 7 casas decimais, atinge um resultado que nenhuma retificação, que use tão-somente régua e compasso, poderia oferecer.

## Notas

O rolamento de uma circunferência sobre uma reta, sem escorregamento, determina o seu comprimento = 2πr.